# Idrættens Hus

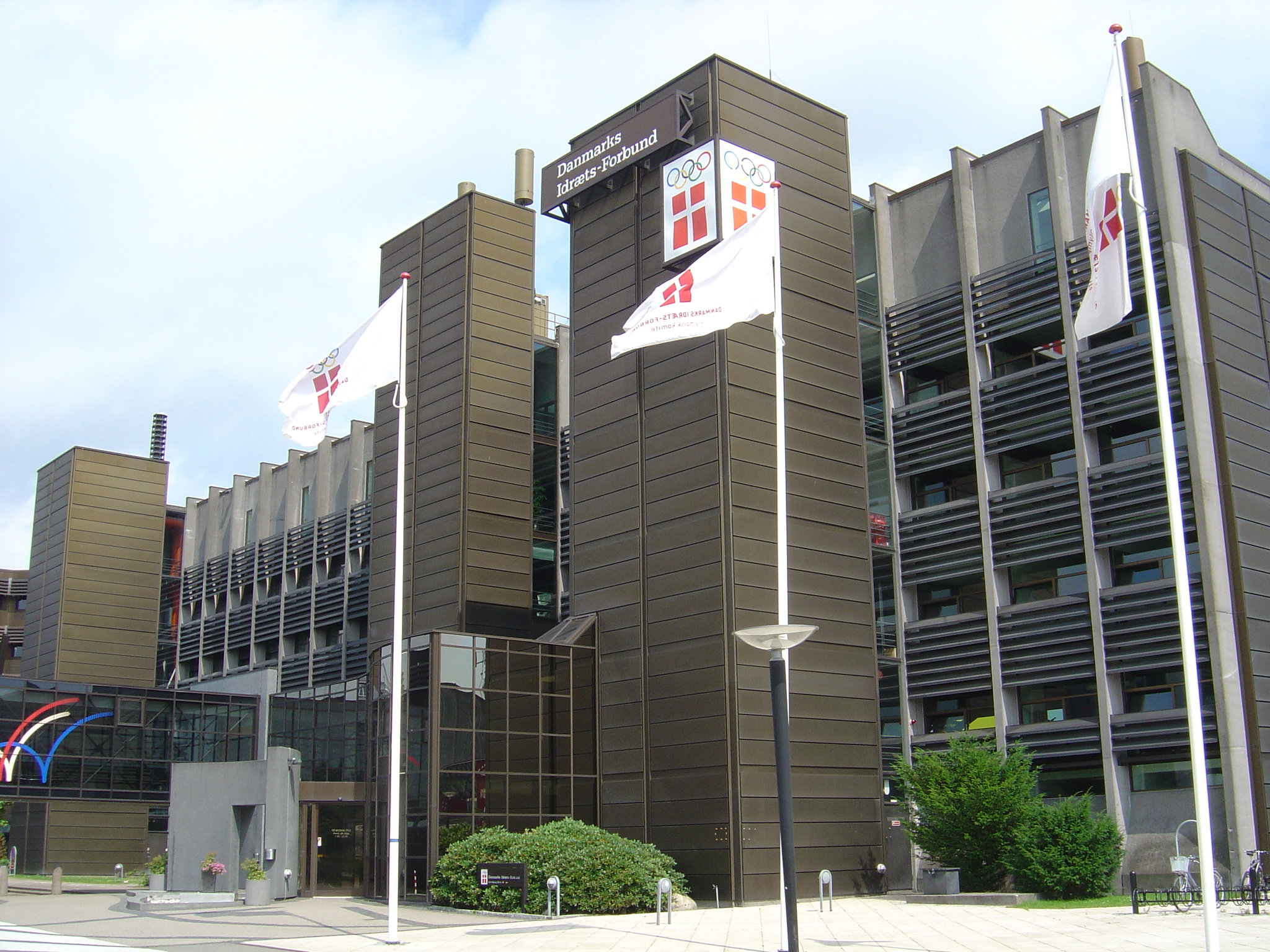
Idrættens Hus i juli 2007

Idrættens Hus är ett hotell-, konferens- och kontorskomplex med sportfaciliteter, beläget i anknytning till Brøndby Stadion, beläget ca 12 km från Köpenhamns centrum.
Hotellfaciliteterna omfattar 67 hotellrum, kontors- och sportfaciliteter. 
Flera av Danmarks Idræts-Forbunds (DIF) medlemsförbund har kontor i Idrættens Hus.